# Abborrsjön (Ytterlännäs socken, Ångermanland)
Abborrsjön är en sjö i Kramfors kommun i Ångermanland och ingår i Ångermanälven-Gådeåns kustområde. Sjön har en area på 0,393 kvadratkilometer och ligger 250 meter över havet. Sjön avvattnas av vattendraget Västertorpsån.

## Delavrinningsområde
Abborrsjön ingår i det delavrinningsområde (698868-157570) som SMHI kallar för Mynnar i Bollstaån. Medelhöjden är 308 meter över havet och ytan är 24,07 kvadratkilometer. Det finns inga avrinningsområden uppströms utan avrinningsområdet är högsta punkten. Västertorpsån som avvattnar avrinningsområdet har biflödesordning 2, vilket innebär att vattnet flödar genom totalt 2 vattendrag innan det når havet efter 22 kilometer. Avrinningsområdet består mestadels av skog (87 procent). Avrinningsområdet har 0,52 kvadratkilometer vattenytor vilket ger det en sjöprocent på 2,2 procent.